# Skiatophytum
A Skiatophytum a szegfűvirágúak (Caryophyllales) rendjébe, ezen belül a kristályvirágfélék (Aizoaceae) családjába tartozó nemzetség.

## Előfordulásuk
A Skiatophytum-fajok természetes körülmények között kizárólag a Dél-afrikai Köztársaság területén találhatók meg.

## Rendszerezés
A nemzetségbe az alábbi 3 faj tartozik:
- Skiatophytum flaccidifolium Klak
- Skiatophytum skiatophytoides (Leistner) Klak
- Skiatophytum tripolium (L.) L.Bolus